# Casigneta longipes
Casigneta longipes är en insektsart som beskrevs av Heinrich Hugo Karny 1926. Casigneta longipes ingår i släktet Casigneta och familjen vårtbitare. Inga underarter finns listade i Catalogue of Life.